# Gouverneurswahl in der Oblast Nischni Nowgorod 2018

Ergebnis für Gleb Nikitin der Partei Einiges Russland nach Stimmkreisen

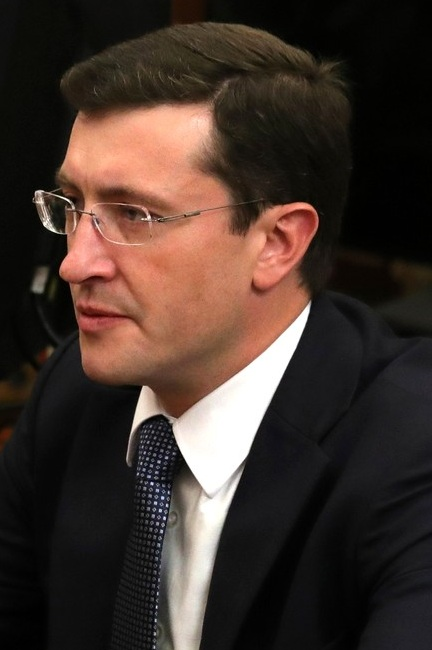
Wahlsieger Gleb Nikitin

Die Gouverneurswahl in der Oblast Nischni Nowgorod 2018 war die zweite Wahl des Gouverneurs der Oblast Nischni Nowgorod, einem russischen Föderationssubjekt im Föderationskreis Wolga, nach der Wiedereinführung der Direktwahl bei der Gouverneurswahl in der Oblast Nischni Nowgorod 2014. Die Wahl fand am 9. September 2018 statt.

## Ausgangslage
Vom 5. August 2005 bis zum 26. September 2017 war Waleri Pawlinowitsch Schanzew Gouverneur der Oblast Nischni Nowgorod. Er wurde im August 2005 auf Vorschlag von Präsident Wladimir Putin durch die Gesetzgebende Versammlung der Oblast Nischni Nowgorod für fünf Jahre in das Amt gewählt. Im August 2010 wurde er nach demselben Verfahren für weitere fünf Jahre gewählt, diesmal jedoch auf Vorschlag des Präsidenten Dmitri Medwedew.
Im Mai 2014 trat Waleri Pawlinowitsch Schanzew vom Amt des Gouverneurs zurück, wollte sich aber dennoch zur ersten Direktwahl des Gouverneurs seit 2001 am 14. September 2014 durch das Volk wiederwählen lassen. Er trat für seine Partei Einiges Russland an und wurde mit 86,93 % der Stimmen in seiner ersten Direktwahl für fünf Jahre im Amt bestätigt.
Drei Jahre später, am 26. September 2017, trat er allerdings vorzeitig zurück und Gleb Sergejewitsch Nikitin übernahm stellvertretend das Gouverneursamt bis zur Wahl am 9. September 2018, bei der er selbst antrat.

## Wahlsystem
Alle wahlberechtigten Bürger haben eine Stimme, die sie einem der registrierten Kandidaten geben können. Ein Kandidat ist gewählt, wenn er mehr als 50 % der abgegebenen Stimmen, also eine absolute Mehrheit, erhält. Sollte kein Kandidat diese Stimmenanzahl erreichen, wird ein zweiter Wahlgang angesetzt, an dem die beiden Kandidaten mit den meisten Stimmen aus dem ersten Wahlgang teilnehmen. Im zweiten Wahlgang muss ein Kandidat nur die relative Mehrheit erhalten, um die Wahl zu gewinnen. Dieser Fall kann eintreten, da auch leere Stimmzettel Anteile des Gesamtergebnisses einnehmen, sodass beide Kandidaten unter 50 % der Stimmen erhalten und zum Beispiel 2 % leere Stimmzettel sind. Im ersten Wahlgang nehmen die leeren Stimmzettel auch Teile des Gesamtergebnisses ein, dort ist eine absolute Mehrheit unter Berücksichtigung der leeren Stimmzettel nötig.

### Kommunaler Filter
In der Oblast Nischni Nowgorod können nur Kandidaten antreten, die von mindestens 7 % aller kommunalen Abgeordneten eine Unterschrift erhalten. Die Unterschriften müssen notariell beglaubigt sein und können nicht widerrufen werden. Am 9. Juni 2018 veröffentlichte die Wahlkommission der Oblast Nischni Nowgorod eine Berechnung, nach der ein Kandidat zwischen 262 und 275 Unterschriften sammeln muss. Davon müssen zwischen 115 und 120 Unterschriften von Abgeordneten der Kommunalparlamente der Rajone beziehungsweise Stadtkreise sein, der ersten Verwaltungsebene unterhalb der Oblast. Mit diesen Unterschriften aus Rajonen und Stadtkreisen müssen mindestens drei Viertel der gesamten Rajone und Stadtkreise abgedeckt sein. Bei der Wahl musste ein Kandidat somit aus 39 Stadtkreisen oder Rajonen Unterschriften sammeln.

## Kandidaten
| Kandidat            | Partei                                          | Registrierung |
| ------------------- | ----------------------------------------------- | ------------- |
| Alexander Bykow     | Russische Partei der Pensionäre                 | registriert   |
| Wladislaw Jegorow   | Kommunistische Partei der Russischen Föderation | registriert   |
| Galina Klotschkowa  | Gerechtes Russland                              | registriert   |
| Alexander Kurdjumow | Liberal-Demokratische Partei Russlands          | registriert   |
| Gleb Nikitin        | Einiges Russland                                | registriert   |
| Roman Owsjannikow   | Nationalkurs                                    | zurückgezogen |

## Ergebnis
| Position              | Kandidat              | Partei                                          | Stimmen   | Anteil  |
| --------------------- | --------------------- | ----------------------------------------------- | --------- | ------- |
| 1.                    | Gleb Nikitin          | Einiges Russland                                | 708.807   | 67,75 % |
| 2.                    | Wladislaw Jegorow     | Kommunistische Partei der Russischen Föderation | 174.037   | 16,63 % |
| 3.                    | Alexander Kurdjumow   | Liberal-Demokratische Partei Russlands          | 68.035    | 6,50 %  |
| 4.                    | Galina Klotschkowa    | Gerechtes Russland                              | 45.559    | 4,35 %  |
| 5.                    | Alexander Bykow       | Russische Partei der Pensionäre                 | 34.135    | 3,26 %  |
| gültige Stimmzettel   | gültige Stimmzettel   | gültige Stimmzettel                             | 1.030.573 | 98,50 % |
| ungültige Stimmzettel | ungültige Stimmzettel | ungültige Stimmzettel                           | 15.713    | 1,50 %  |
| Stimmen               | Stimmen               | Stimmen                                         | 1.046.286 | 100 %   |

Von 2.583.664 wahlberechtigten Bürgern gaben 1.046.286 Personen ihre Stimme ab. Das entspricht einer Wahlbeteiligung von 40,50 %.